# Mẫu chữ Cambria
Mẫu chữ Cambria (phiên âm: Cơm-ri-a, bắt nguồn từ “Cymru”) là một mẫu chữ độc quyền của hãng Microsoft, được tạo ra vào năm 2004, ra mắt năm 2005.
Nhà thiết kế là Jelle Bosma (phiên âm: Gie-lơ Bốtx-ma), tạo bản in máy tính là Steve Matteson (phiên âm: Xti Mát-sần) và Robin Nicholas (phiên âm: Rô-bin Ni-cơ-látx).
Phông chữ Cambria thuộc loại chuyển giao, có serif, phù hợp để đọc nội dung một văn bản dài. Ưu điểm của nó là rất dễ đọc trên màn hình, dù kích thước nhỏ hay độ phân giải màn hình thấp, đặc biệt với màn hình LCD lại càng rõ ràng hơn. Các chuyên gia khuyên dùng Cambria với kích thước nhỏ để đạt hiệu quả tối đa.
Biến thể Cambria Math dùng cho các văn bản toán học và khoa học.